# قضية أرض الصوفية
قضية أرض الصوفية هي قضية شجَرَتْ في محاكم البصرة ثم بغداد سنة 1866م زمن حكم العثمانيين للعراق وكانت بين بعض أسرة آل زهير حكام ناحية الزبير العراقية التابعة لولاية البصرة وبين صباح بن جابر الصباح حاكم الكويت آنذاك، طالب فيها المدعون برد أرض الصوفية لهم لأن من باعها للشيخ لم يكن موكلا من قبلهم لبيعها، فلما فتحت دعوى القضية في محكمة في البصرة أوفد الشيخ صباح ابنه الأكبر عبد الله موكلا من قبله لكي يبين لمتسلم البصرة سليمان بك صحة البيع، وأن الأرض يملكها باللزمة شيخ الكويت الذي اشتراها والده جابر من آل زهير. ولكن المتسلم أصدر حكمه لصالح آل زهير، فما كان من عبد الله إلا أن توجه إلى بغداد حيث نجح في إقناع نامق باشا والي بغداد بحسم القضية لصالح آل صباح وابقاء البساتين بحوزتهم.

## البداية
الصوفية مقاطعة عراقية في إقليم المعامر بشط العرب، وهي عبارة عن جزيرة فيها نخيل تقع بين الزيادية والدويب جنوب البصرة، والمعامر هي مقاطعة زراعية شمال الفاو بجنوب العراق كانت تسمى «الدكاك» وتتألف من خمسين حوزا، عمرها راشد بن ثامر السعدون. وقال عنها إبراهيم فصيح الحيدري في عنوان المجد ص176 في فصل (في بيان أنهار البصرة) التي منها أنهار الفاو "أنهار البصرة الموجودة في هذا العصر، الكبار المحصورة والصغار التي لا يُحصى عددها، يجري فيها الماء من شطّ يقال له شط العرب"، ثم قال : «المعامر وراء المخراق، وهو من المحال الجسيمة (أي منطقة كبيرة)، وفيها خمسون نهرًا كبيرًا وحولها بساتين عظيمة جدا. وكانت الفاو من ملحقات المعامر. وهي الأن في تصرف حكام الكويت -توفي المؤلف سنة 1882م-.» والتصرف واللزمة في العراق يكون لأراضي تملكها الدولة وتعطي حق استعمالها واستغلالها الى الاشخاص، وتظل رقبة الأرض بيد الدولة، والاسم الشائع هو اللَزمة والالتزام.
في سنة 1833 ساهمت الكويت بطلب من الشيخ عيسى بن محمد السعدون أمير المنتفق بإرسال رجال للمساعدة في حصار الزبير، وكان عونه قاصرًا على حصار مداخل المدينة، وحين سقطت المدينة لجأ أحد شيوخ آل زهير -ذكر لوريمر أن اسمه يعقوب في حين قال الشيخ خزعل أن اسمه سليمان بن عبدالرزاق- من الزبير إلى الكويت ومعه راشد السعدون، فأجارهما الشيخ جابر رغم أنه كان خصمًا لهما في الحصار، وبحسب لوريمر فإن سليمان آل زهير رد الجميل بأن باع للشيخ أرض الصوفية في إقليم المعامر بشط العرب، بينما ذكر خزعل ومؤرخ الكويت عبد العزيز الرشيد بأن سليمان الزهير أهداه أرض الصوفية وهي مزارع نخيل وذلك في سنة 1249هـ/1834م، وأن الشيخ راشد بعد أن أنهى خلافاته مع السلطات وعودته لبلده رغب في إهداء الشيخ قطعة من الأرض تقديرا منه، وخيره بين منطقة المعامر بأسرها أو ثلاثة احواز في منطقة الفاو، فاختار الثانية مخالفا لآراء الذين فضلوا منطقة المعامر. ويميل أبو حاكمة إلى ترجيح رأي لوريمر بأن أرض الصوفية قد جرى بيعها لشيخ الكويت، وذلك لأن ورثة آل زهير رفعوا الدعوى بحجة أن الذي باعها لم يكن يملك كل الأرض بل كان يملك جزءًا منها.

## القضية

### في البصرة
بعد وفاة الشيخ جابر الصباح ادعى بعض آل زهير بأن لهم حقوقًا في نخيل الصوفية، وأن سليمان الزهير الذي باع -أو وهب- لزمة أرض الصوفية لآل الصباح لم يستأذنهم بما فعل، ولم يكن وكيلا عنهم في ما وهب، فلما لم يجبهم الشيخ صباح إلى ما طلبوا رفعوا القضية إلى المحكمة المدنية في البصرة، فأرسل الشيخ صباح إبنه عبد الله إلى البصرة لحضور المرافعات فظهرت بوادر أزمة بين حاكم الكويت الشبخ صباح ومتسلم البصرة «سليمان بك» الذي انحاز إلى آل زهير، فطلب من الشيخ أن يطرد من مزارعه في الفاو جميع الفلاحين الذين قدموا من الأراضي الفارسية، وطلب منه أيضا أن يتخلى عن جزيرة الصوفية التي في حوزة آل صباح منذ 30 عامًا.
لم يتمكن عبد الله الصباح من مقابلة المتسلم عند وصوله بسبب وجوده خارج البصرة، فانتظره إلى اليوم التالي، وعند وصول المتسلم توجه إلى السراي حيث أعلن أن والده لم يفوضه باتخاذ أي إجراء في مسألة الأرض، وأن الغرض من وجوده هو معرفة رغبات المتسلم وتنفبذها في ما يتعلق بمسألة طرد الفلاحين. فطالبه المتسلم أن يدفع قيمة محصول التمور لمدة سبعة أعوام للمدعين، أي منذ وفاة الشيخ جابر الصباح، بحجة أنه استولى على ذلك المحصول. فأخبره عبد الله أنه مجرد وكيل لوالده، وأنه يسلمه كل شيء بانتظام. عندها نودى على القاضي والمفتي -وكانا يستمعان من مكان قريب- فأصدرا حكمًا بأن الشخص الذي تسلم المحصول سواءً كان حاكمًا أو وكيلا هو المسئول أمام مالك الأرض عن كل شيء، ثم أمر المتسلم بالقبض على عبد الله الصباح حتى يتم تنفيذ الحكم. ولكن تدخل سالم البدر وكيل الشيخ صباح في البصرة والذي له تجارة واسعة ونفوذ في أوساط البصرة حال دون تنفيذ تهديد سليمان بك، فقام بضمان الشيخ عبد الله. فأمر المتسلم أن يرسل على الفور خطابًا إلى الشيخ صباح طالبًا الموافقة بأن يمثله إبنه تمثيلا كاملا، ومنح ابنه عبد الله مهلة خمسة عشر يومًا لتلبية مطالب أسرة آل زهير وإلا السجن.

### في بغداد
كان عبد الله الصباح قد تلقى تعليمات مشددة من والده بعدم الموافقة على طرح القضية في البصرة اعتقادًا منه بأن المتسلم منحاز ضده، وأن أسرة الزهير لها نفوذ قوي كفيل بأن يدفع الجميع للأخذ بوجهة نظرها مهما كانت الأدلة التي تقدم ضدها. وبذلك قام عبد الله الصباح بنقل القضية من البصرة إلى سلطة أعلى منها وهي بغداد، حيث وصل بغداد يوم 16 أيار/مايو 1866م/2 محرم 1283هـ، وقابل الوالي نامق باشا الذي وعده خيرًا. فأعاد النظر في قرار محكمة البصرة، وقرر أن لزمة أرض الصوفية هي من أملاك شيخ الكويت، ورفض دعوى آل زهير.
ومن التبريرات التي دعت والي بغداد أن يعيد النظر في القضية ويقرر أن لزمة أرض الصوفية هي من أملاك شيخ الكويت:
- كان الباشا يطمع في جعل الكويت قضاءً عثمانيًا، وتعيين الشيخ عبد الله قائمقام لتلك الإمارة. وقد عرض الأمر على عبد الله الذي اعتذر عن قبول هذا الأمر طالما أبوه على قيد الحياة، ووعده بقبول طلبه عندما يؤول أمر حكم الكويت إليه، فاكتفى نامق باشا منه بهذا الوعد.[17]
- تلقى الوالي تقريرًا بأن الشيخ صباح يعد العدة للهجوم على الزبير إذا صدر القرار ضد مصلحته، وأن شيخ الكويت تلقى دعما من الإمام عبد الله بن فيصل آل سعود.[14]

## التداعيات
بدأ العثمانيون يدركون أهمية البساتين باعتبارها ورقة ضغط يمكن استخدامها عند الحاجة للتأثير على آل صباح وتوجيههم ضمن مخططاتهم، وهو ما قد استعملوه مع ابنه مبارك بعد توتر العلاقات بينه وبين الحكومة العثمانية. بالإضافة إلى أن تفكير الشيخ صباح بن جابر باللجوء إلى القوة أو التهديد بها للضغط على السلطة العثمانية يدل على اهتدائه لإسلوب توسع في استخدامه فيما بعد ابنه الشيخ مبارك.